# إبراهيم عزت
إبراهيم عزت (1939 - 2 يوليو 1983)، داعية مصري راحل ولد في مدينة سوهاج بصعيد مصر عام 1939، وهو أحد مشاهير الدعاة في مصر في فترة السبعينات والثمانينات، وقد عُرف في أخريات حياته على أنه الرمز الأكثر شهرة لجماعة الدعوة والتبليغ التي تدعو أفرادها إلى الخروج في سبيل الله من أجل الدعوة إلى دينه، مبتعدة بهذا عن المشاركة السياسية المباشرة.

## نشأته
وُلد «إبراهيم عزت محمد سليمان» في 1939 بمدينة سوهاج، في صعيد مصر، وكان والده «محمد سليمان» يعمل مهندسًا في التعليم الصناعي، وانتقل إلى طنطا فدرس فيها مرحلة التعليم الابتدائي، ثم انتقلت الأسرة مرة أخرى إلى القاهرة حيث التحق بالتعليم الثانوي، ثم تخرج من كلية التجارة بجامعة عين شمس، ثم عمِل مذيعًا في الإذاعة المصرية وقدم العديد من البرامج الدينية والثقافية، مثل: بيوت الله، ودنيا الأدب.

## نشاطه الدعوي
انضم الشيخ في صغره إلى أنشطة جمعية الشبان المسلمين، ثم التحق بعد ذلك بجماعة الإخوان المسلمين، وتأثر بالتصوف حينا، وبعد ذلك كان قراره بالانضمام إلى جماعة التبليغ والدعوة عام 1963م، وقد زار العديد من البلدان نشرًا للدعوة.
لعب إبراهيم عزت دورًا كبيرًا في الدعوة الإسلامية في عقدي السبعينيات والثمانينيات، وأثر كثيرا في وعي عدد من الحركات الإسلامية، واشتهر بخطبه المؤثرة، حتى أن مسجده -مسجد أنس بن مالك بالمهندسين- كان يؤمه ما يربو على عشرين ألفًا من المصليين.
اشتهر عزت بأسلوبه الخطابي الذي كان يمزجه بالشعر، حيث كان شاعرًا أديبًا. ومن أشعاره المشهورة ديوان «الله أكبر» الذي يقول فيها:
وقد نُشر ديوانه في بيروت، وكتب قصائد كثيرة في فترة سجنه، تحث على الصبر والصمود، وله نحو مائتي خطبة جمعة مسجلة على أشرطة، وهي وسيلة النشر في ذلك العصر. وقد نشر الأستاذ الشيخ عبد السلام البسيوني دراسة قيمة عنه في مجلة المنار الجديد عام 2010، وكذلك نشر الدكتور أكرم رضا ديوانه مع مقدمة وافية، في كتابه الذي عنوانه: «الشيخ إبراهيم عزت شاعر الملحمة».

## وفاته
توفي في 21 رمضان 1403 الموافق لـ 2 يوليو 1983م، وكان في مركب في البحر في طريقه إلى جدة لأداء مناسك العمرة، وصُلي عليه في المسجد الحرام ودُفن في مكة المكرمة.

## وصلات خارجية
- صفحته على موقع طريق الإسلام